# Tricheurois caecata
Tricheurois caecata là một loài bướm đêm trong họ Noctuidae.